# Cugy, Fribourg
Cugy är en ort och kommun i distriktet Broye i kantonen Fribourg, Schweiz. Kommunen har 1 989 invånare (2023). Den 1 januari 2005 inkorporerades kommunen Vesin in i Cugy.